# Leopold Krakowský z Kolowrat
Leopold hrabě Krakowský z Kolowrat (11. prosinec 1804 Vídeň – 21. březen 1863 Vídeň), celým jménem  Leopold Maria Meinrad Adam Camillo Johann Nepomuk Raimund hrabě Krakowský z Kolowrat byl příslušníkem Leopoldovy linie krakovské větve šlechtické rodiny Kolovratů a zakladatel starší týnecké linie. Věnoval se vojenské dráze a stal se guvernérem Benátek.

## Život a kariéra

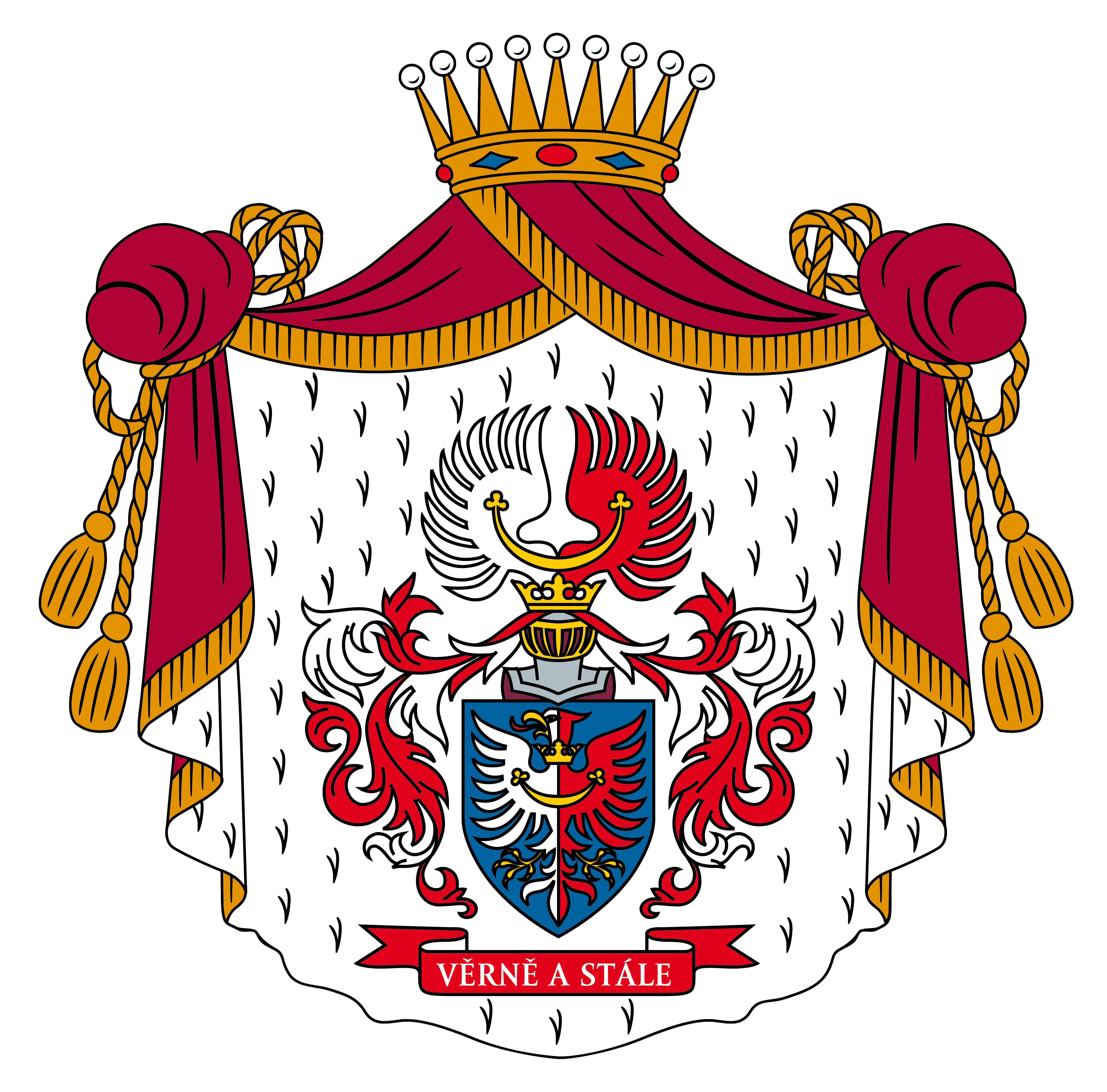
Erb Kolovratů

Narodil se jako první syn a nejstarší z devíti potomků Františka Xavera hraběte Krakowského z Kolowrat (1783–1855) a jeho manželky Julie komtesy z Wildenstein-Wildbachu (1786–1849).
Věnoval se vojenské dráze, a to zpočátku velice úspěšně. Jeho důstojnická kariéra vyvrcholila ziskem hodnosti polního podmaršála. Stal se pravou rukou maršála Jana Josefa Václava hraběte Radeckého z Radče (2. listopad 1766 zámek Třebnice – 5. leden 1858 Milán) v 18. pěším pluku. Byl c. k. komořím (1831) a pak i guvernérem Benátek, což byla neobyčejná pocta, ale i velice lukrativní místo.
V Benátkách se ve zralém věku oženil s tanečnicí Natalií Blaszezyńskou, která nebyla urozeného původu, proto byl odvolán do Vídně a zbaven benátského guvernérství. Poté ho poslali do Uher potlačit Kossuthovo povstání. Ještě předtím ale prodal malý statek na Moravě a zlaté a stříbrné mince si vzal s sebou v železné truhle. Cestou byl povstalci přepaden a okraden. Navíc jeho uherská mise nebyla úspěšná a tak se do Vídně vrátil poražen, nemocen a sklíčen. V 58 letech byl penzionován. Kvůli dluhům mu hrozilo vězení. Dostal se do špitálu pro zchudlé vojáky, což bylo pro něho ponižující. Přátelé se přimluvili u císaře Františka Josefa I. (císařem 1848–1916) a na jeho příkaz byl převezen do důstojnější nemocnice, kde pak za čtyři dny 21. března 1863 zemřel. Pohřben byl ve vídeňském Währingu.
Hrabě napsal paměti, které se však ztratily.

### Vyznamenání

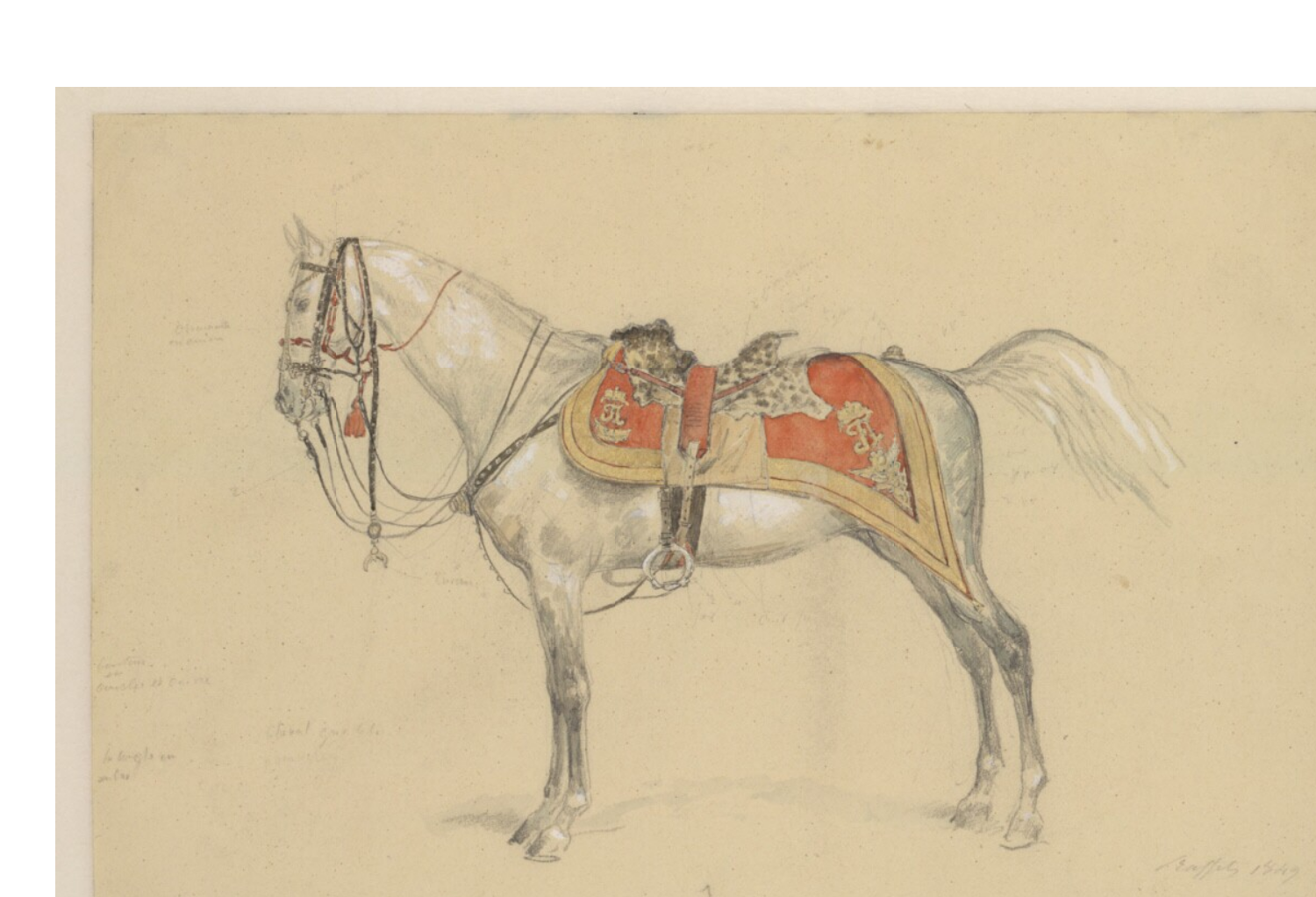
Kůň Leopolda hraběte Krakowského z Kolowrat

Za úspěchy, statečnost a hrdinství, zejména v bitvě u řeky Vau, se stal rytířem Vojenského řádu Marie Terezie (1849), rytířem ruského řádu sv. Jiří II. třídy, komandérem bavorského civilního záslužného řádu a toskánského řádu sv. Josefa.

## Rodina
V Benátkách se zamiloval do polské klasické tanečnice Natalie Błaszczyńské (9. srpna 1828 Varšava – 17. ledna 1861 Pau, Francie), dcery Josefa Błaszczyńského a Teofily Berty Ritterbondové. Přestože německé Gothajské almanachy uvádějí, že pocházela z ruské šlechtické rodiny, nebylo tomu tak. V Benátkách se s ní 11. června 1850 oženil, aniž by císaře požádal o svolení. Jednalo se tedy o morganatický sňatek. Narodily se jim tři děti:
- 1. Leopold Filip (14. 3. 1852 Benátky – 19. 3. 1910 Vídeň)
  - ⚭ (18. 3. 1884 New York) Nadine von Huppmann-Valbella (1858–1942), jejich děti:
    - 1. Alexander (29. 1. 1886 Bloomfield – 4. 12. 1927 Vídeň)
      - ⚭ (30. 4. 1923 Vídeň) Sofie Nikolajevna Trubecká (4. 2. 1900 – 25. 4. 1938)

    - 2. Jindřich (31. 12. 1887 Týnec u Klatov – 28. 6. 1889, pohřben v Týnci)
    - 3. Kateřina Berta (14. 1. 1889 Týnec – 15. 1. 1889, pohřbena v Týnci), dvojče
    - 4. Berta Kateřina (14. 1. 1889 Týnec – 18. 1. 1889, pohřbena v Týnci), dvojče
    - 5. Berta Jindřiška Kateřina Nadine (21. 6. 1890 Týnec – 28. 1. 1982 Auch, Francie)
      - ⚭ (10. 8. 1909 Vídeň, rozvedeni 1926) Jeroným (Hieronymus) Colloredo-Mansfeld (3. 11. 1870 Dobříš – 29. 8. 1942 Praha)

    - 6. Bedřich (22. 7. 1893 Týnec – 16. 11. 1920 Zámek Diana v Rozvadově-Dianě, pohřben v Týnci)
    - 7. Jindřich Vilém (27. 7. 1897 Týnec – 19. 1. 1996 Praha), československý velvyslanec v Turecku (1946-1948)
      - ⚭ 1. (8. 8. 1929 Praha) Sofie Nikolajevna Trubecká (4. 2. 1900 – 25. 4. 1938), vdova po bratru Alexandrovi
      - ⚭ 2. (21. 5. 1942) Marie Klimtová (21. 10. 1907 Bratřínov u Prahy – 1991)
- 2. Františka Xaverie (2. 5. 1853 Benátky – neznámo – asi po roce 1900)
  - ⚭ (4. 12. 1883 Paříž) René Desson de Saint-Aignan (24. 3. 1850 Sotteville-les-Rouen – 26. 11. 1922 Paříž)
- 3. Hugo František Xaverius (14. 9. 1855 – 16. 6. 1860 Linec, pohřben v Linci)

Leopold hrabě Kolowrat mohl být díky svému sňatku dokonce zbaven i příslušnosti ke svému rodu. Příbuzní jej totiž v souladu s rodovým ustanovením ve věci sňatků členů rodu (z roku 1629) zažalovali u zemského soudu. Ten ale jejich stížnost zamítl s odůvodněním, že předpisy občanského zákoníku mají vyšší právní platnost než rodová ustanovení. Kolovratové se odvolali k vyššímu soudu, ale jejich podnět byl znovu zamítnut a soud potvrdil rozsudek první instance.